# Конец веры
«Конец веры: Религия, террор и будущее разума» (англ. The End of Faith: Religion, Terror, and the Future of Reason) — первая книга Сэма Харриса, вышла в 2004 году и получила награду PEN/Martha Albrand Award 2005. После чего его эссе появились в многочисленных публикациях и интернет-форумах.
Сэм Харрис начал писать «Конец веры» во времена, по его словам, «коллективного горя и изумления», после нападений 11 сентября 2001 года. Книга включает всестороннюю критику всех стилей религиозной веры за то, что они не стремятся к совместимости, порождая конфликты цивилизаций и препятствуя созданию здорового мирового сообщества.
В октябре 2005 года книга «Конец веры» вошла в список Бестселлеров «Нью-Йорк Таймс» под номером четыре, и оставалась в списке в течение в общей сложности 33 недель.
В переводе на русский язык впервые издана в 2011 году в издательстве «Эксмо».

## Краткое содержание
«Конец веры» открывается литературным описанием последнего дня из жизни террориста-смертника. Сэм Харрис подчеркивает полноту и быстроту «спасения», которое обеспечивает себе террорист-смертник. «Мученичество — единственный способ для мусульманина избежать сурового разбирательства, которое предстоит в День Суда, и проследовать прямо на небеса. Вместо того чтобы столетиями гнить в земле, ожидая допроса, который будут вести гневные ангелы, мученик мгновенно возносится в сад Аллаха…»
Во вводной главе, Харрис призывает перестать относиться с уважением и терпимостью к конкурирующим религиозным системам, которые он характеризует как «в равной степени не опирающиеся на доказательства». Хотя он фокусируется на той опасности, которую представляют собой религиозные экстремистские группы, оснащенные современным оружием массового поражения, Харрис в равной мере критикует и религиозную умеренность за то, что она создает «контекст, в рамках которого невозможно эффективно противостоять религиозному насилию».
Далее Харрис продолжает исследовать природу веры, ставя под сомнение возможность свободы веры и указывая на то, что «вера — это потенциальный источник действия». Он утверждает, что верования, для того чтобы быть полезными, должны быть логически связными и адекватно отражать реальный мир. Поскольку религиозная вера не в состоянии поддержать свои положения эмпирическими доказательствами, Харрис рассматривает религию как своего рода психическое заболевание, которое, по его словам, «позволяет во всех остальных отношениях нормальным людям пожинать плоды безумия и при этом считаться святыми».
Затем Харрис кратко обозревает историю христианства за многие века, включая инквизицию и историческое преследование ведьм и евреев. Он утверждает, что, далекая от того, чтобы быть отклонением, пытка еретиков была просто логическим выражением христианской доктрины — того, что по его словам, было ясно оправдано людьми, типа святого Августина. Идя ещё дальше, Харрис рассматривает Холокост как существенное отображение вдохновения традиционного христианского антисемитизма. «Сознательно или нет», пишет он, «нацисты были агентами религии».
Один из спорных аспектов «Конца веры» — бескомпромиссная оценка и критика ислама, который Харрис описывает как «культ смерти». Он прослеживает связь между учением ислама и террористическими злодеяниями, типа 9/11, что он иллюстрирует пятью страницами цитат из Корана с призывами к насилию. Он также представляет некоторые данные социологического центра Pew Research, показывая, что существенный процент мусульман во всем мире оправдали бы террор смертников как законную тактику. Нападая на то, что он называет «левацкая неразумность», Харрис критикует Хомского, среди других, за его точку зрения, показывающую нелогичную готовность возложить всю вину за такие отношения на американскую внешнюю политику.
Однако Харрис также критикует право-христианские круги в США, за их влияние на такие области, как политика в отношении наркотиков, исследований стволовых клеток и предотвращения СПИДа в развивающемся мире. В том, что он видит как устойчивый дрейф к теократии, Харрис остро критикует ведущих представителей и законодательной, и судебной власти, за их неприкрытый отказ отделять церковь от государства в их различных областях. «Мы не только все ещё питаемся отбросами древнего мира», пишет он, «мы ещё и гордимся этим».
Далее Харрис очерчивает контуры того, что он называет «наукой добра и зла» — рациональный подход к этике, который, по его утверждению, должен быть основан на вопросах человеческого счастья и страдания. Он говорит о необходимости поддерживать «моральные сообщества», такие сообщества в которых отсутствуют разделения по религиозным моральным качествам на «спасенного» и «проклятого». Но Харрис критичен и к позиции морального релятивизма, и также того, что он называет «ложным выбором пацифизма». Он рассматривает противоречивые вопросы сопутствующего ущерба и ограниченных законом пыток во время войны. Он приходит к выводу, что сопутствующий ущерб более проблематичен с этической точки зрения, чем ограниченные законом пытки. «Если мы не желаем применять ограниченные законом пытки, мы должны отказаться от ведения современных войн», — резюмирует Харрис.
Наконец, Харрис обращается к духовности, где он черпает своё вдохновение из практик восточных религий, утверждая при этом, что в отношении духовности западного типа «мы, кажется, стоим на плечах карликов». Он обсуждает природу сознания и то, как наше чувство собственного «я» может раствориться при использовании техники медитации. Харрис цитирует восточных мистиков, таких как Падмасамбхава, но при этом не использует никаких сверхъестественных элементов в своих рассуждениях: «мистика — рациональное предприятие», говорит он, «религия — нет». Он утверждает, что опыт этого мира может быть подвергнут «радикальной трансформации», но мы должны обсуждать эту возможность в «рациональных терминах».
Единственные ангелы, которых мы должны призвать, — из наших лучших качеств: разум, честность и любовь. Единственные демоны, которых мы должны бояться, — те, которые прячутся в каждой человеческой голове: невежество, ненависть, жадность и вера, которая является, конечно, шедевром дьявола.